# Автошлях Т 2319
Автошля́х Т 2319 — автомобільний шлях територіального значення у Хмельницькій області. Пролягає територією Старосинявського та Летичівського районів через Стару Синяву — Меджибіж — Требухівці. Загальна довжина — 28,9 км.

## Маршрут
Автошлях проходить через такі населені пункти:
| Автошлях Т 2319       |        |
| Хмельницька область   |        |
| Старосинявський район |        |
| Стара Синява          | Т 2318 |
| Заставці              |        |
| Іванківці             |        |
| Дашківці              |        |
| Паньківці             |        |
| Лисанівці             |        |
| Летичівський район    |        |
| Шрубків               | Т 2326 |
| Ставниця              |        |
| Меджибіж              |        |
| Требухівці            | E50М12 |